# Superman and Batman: World's Funnest
Superman and Batman: World's Funnestは、エヴァン・ドーキンが原作を担当し、複数の画家によって作画されたDCコミックスの漫画作品。エルスワールドの話で、メインのDCユニバースとは直接関係はない。このようなタイトルであるにもかかわらず、バットマンとスーパーマンは、Mr. Mxyzptlkとバットマイトの脇役に過ぎなかった。その本では、モダン・エイジからゴールデン・エイジまでの多くのDCコミックス世界やヒーローたちがからかわれる。そのセッティングはプレ・クライシスのDCユニバースに類似した多元世界であり、他のエルスワールドの話（キングダム・カムとバットマン: ダークナイト・リターンズ）への言及もあり、現代のDCユニバース、DCアニメユニバース、そして、クライシス・オン・インフィニティ・アースさえ訪問する。

## あらすじ
物語は、ジョーカーとレックス・ルーサーのスーパーヴィランチームを当局に手渡しているスーパーマンとバットマンとロビンが居る典型的なシルバー・エイジのワールド・ファイネストスタイルで始まる。バットマイトは、彼のヒーローであるバットマンに会うため、Mxyzptlkはスーパーマンを苦しめるために現れた。やがて2匹の小鬼は衝突し、スーパーマン、バットマン、ロビン、ジョーカーとルーサー、そして、彼らを助けに来たヒーロー（バットウーマン、バットガール、スーパーガール、JLA、リージョン・オブ・スーパーペッツ、リージョン・オブ・スーパーヒーロー、スペクターなど）は全て殺された。彼らの戦いは結局、地球、宇宙とファントム・ゾーンを消費する。
全てが破壊されると、バットマイトはMxyzptlkによって追われ、アース2へ逃げる。アース2もまた破壊される。2匹の小鬼はいくつもの世界を移動し、戦い、破壊を繰り返す。また、彼らはときに第四の壁を壊して現実の世界へ移動し、我々を風刺し、嘲り笑う。
最後に、キングダム・カムの世界に行き、Mxyzptlkは「魔法の爆弾」をキングダムカムのフラッシュ（唯一生き残り）のヘルメットの後ろにいるバットマイトへ投げつける。その後両者とも完全に疲れきって、笑い始め、何もかもが楽しかったと認める。彼らは、再び会うと誓った「次の火曜日」であるシルバー・エイジの始まりまで現実をリセットした。この一連のイベントは不思議な小鬼たちの一般的な遊びの一部にすぎなかった。

## 登場した世界
| 登場した世界                                      | 作画                   | 備考       |
| ------------------------------------------------- | ---------------------- | ---------- |
| アース1                                           | デイヴ・ギボンズ       |            |
| ファントムゾーン                                  | マイク・アレッド       |            |
| アース2                                           | シェルドン・モルドフ   |            |
| アース3                                           | スチュアート・イモネン |            |
| アースX                                           | フランク・チョー       |            |
| アースS                                           | ハイメ・ヘルナンデス   |            |
| アースC                                           | スコット・ショウ       |            |
| 現実世界                                          |                        | 写真       |
| ジャック・カービーの第四世界 （特にアポコリプス） | デビッド・マッズケリ   |            |
| The Super Friends                                 |                        |            |
| The DCAU （DCアニメイテッド・ユニバース）         | ブルース・ティム       |            |
| 第5次元                                           | Jim Woodring           | [ 1 ]      |
| バットマン: ダークナイト・リターンズ              | フランク・ミラー       |            |
| モダンDCU                                         | ダグ・マーンキ         |            |
| クライシス・オン・インフィニット・アース          | フィル・ヒメネス       |            |
| リップ・ハンター                                  | タイ・テンプルトン     | カメオのみ |
| アトミック・ナイツ                                | タイ・テンプルトン     | カメオのみ |
| DCコミックスのウエスタンヒーロー                  | タイ・テンプルトン     | カメオのみ |
| アース4                                           | タイ・テンプルトン     | カメオのみ |
| エネミーエース                                    | タイ・テンプルトン     | カメオのみ |
| ジェム・ワールド                                  | タイ・テンプルトン     | カメオのみ |
| 天国                                              | タイ・テンプルトン     | カメオのみ |
| トマホーク                                        | タイ・テンプルトン     | カメオのみ |
| Sgt. Rock                                         | タイ・テンプルトン     | カメオのみ |
| アース86                                          | タイ・テンプルトン     | カメオのみ |
| スペース・キャビー                                | タイ・テンプルトン     | カメオのみ |
| タンジェント                                      | タイ・テンプルトン     | カメオのみ |
| 'Mazing Man                                       | タイ・テンプルトン     | カメオのみ |
| シュガーアンドスパイク                            | タイ・テンプルトン     | カメオのみ |
| Stanley and His Monster                           | タイ・テンプルトン     | カメオのみ |
| DC One Million                                    | タイ・テンプルトン     | カメオのみ |
| Warlord                                           | タイ・テンプルトン     | カメオのみ |
| スーパータートル                                  | タイ・テンプルトン     | カメオのみ |
| アース12                                          | タイ・テンプルトン     | カメオのみ |
| O.M.A.C.                                          | タイ・テンプルトン     | カメオのみ |
| バットマン・ザ・フューチャー                      | タイ・テンプルトン     | カメオのみ |
| キングダム・カム                                  | アレックス・ロス       |            |

## イラストレーター
- マイク・アレッド
- ブライアン・ボーランド
- フランク・チョー
- デイヴ・ギボンズ
- ハイメ・ヘルナンデス
- スチュアート・イモネン
- Phil Jimenez
- Doug Mahnke
- フランク・ミラー
- シェルドン・モルドフ
- アレックス・ロス
- スコット・ショウ
- タイ・テンプルトン
- ブルース・ティム
- Scott Lye

## その他
- エルスワールドの出版物一覧